# Łukasz Jaworski
Łukasz Jaworski, ps. JJ (ur. 9 kwietnia 1981 w Warszawie) – polski reżyser filmowy i telewizyjny.

## Życiorys
Jest absolwentem Akademii Sztuk Pięknych w Warszawie na Wydziale Grafiki (2005). Zajmuje się reżyserią filmów, seriali i reklam. W młodości realizował także teledyski oraz spoty telewizyjne.  

## Filmografia
| Rok             | Tytuł                            | Funkcja                                           | Uwagi                    |
| --------------- | -------------------------------- | ------------------------------------------------- | ------------------------ |
| 2002            | Emulsja                          | reżyseria, scenariusz                             |                          |
| 2008–2009       | 39 i pół                         | reżyseria, obsada aktorska: reżyser (odc. 20, 23) | odc. 27-39               |
| 2010–2011, 2021 | Usta usta                        | reżyseria                                         | odc. 18-21, 26-35, 42-47 |
| 2011            | Układ warszawski                 | reżyseria                                         | odc. 6-13                |
| 2013–2014       | To nie koniec świata             | reżyseria                                         | odc. 1-5, 10-17, 21-23   |
| 2015            | Skazane                          | reżyseria                                         |                          |
| 2016            | Na noże                          | reżyseria                                         | odc. 1-5, 10-13          |
| 2021            | Pajęczyna                        | reżyseria                                         |                          |
| 2022            | Listy do M. 5                    | reżyseria                                         |                          |
| 2024            | Klara                            | reżyseria                                         |                          |
| 2024            | Listy do M. Pożegnania i powroty |                                                   |                          |